# Rivista di Agricoltura Subtropicale e Tropicale
Rivista di Agricoltura Subtropicale e Tropicale (abreviado Rivista Agric. Subtrop. Trop.) es una revista con ilustraciones y descripciones botánicas que es editada en Italia por el Istituto Agronomico per l'Africa Italiana. Se publica desde el año 1907.